# Humphreysella orghidani
Humphreysella orghidani – gatunek małżoraczka z rzędu Halocyprida i rodziny Thaumatocyprididae.

## Taksonomia
Gatunek ten został opisany w 1972 roku przez Dana L. Danielopola jako Thaumatocypris orghidani. W 1976 roku został przeniesiony do rodzaju Danielopolina przez Louisa S. Kornickera i Israela Gregory'ego Sohna. W 2006 roku L. Kornicker i D. Danielopol podzielili rodzaj na dwa podrodzaje, umieszczając ten gatunek w Danielopolina (Humphreysella). W 2013 roku 
A. Iglikowska i G.A. Boxshall wynieśli ten podrodzaj do rangi osobnego rodzaju.

## Opis
Małżoraczek o karapaksie samic długości od 0,52 do 0,59 mm i wysokości od 0,43 do 0,47 mm. Samce nieznane. Klapy karapaksu w obrysie prawie okrągłe, nieco wyższe z przodu niż z tyłu. Powierzchnia klap nieregularnie, podłużnie siateczkowana. Przednio-brzuszna krawędź karapaksu jest prosta lub lekko wklęsła i ograniczona dwoma spiczastymi guzkami. Guzki tylno-grzbietowe rozmieszczone symetrycznie. Czułki pierwszej pary o piątym członie z dwoma szczecinkami, w tym jedną brzuszną. Czułki drugiej pary mają ośmioczłonowy egzopodit pozbawiony szczecinek na pierwszym członie oraz endopodit z 3 szczecinkami końcowymi i bez bocznych na drugim członie. Występują po 2 długie i 3 krótkie pazurki na każdej blaszce (lamelli) furki.

## Rozprzestrzenienie
Gatunek znany z morskich jaskiń na Kubie, położonych 1,5 km od wybrzeży Atlantyku.